# Лоренсу, Луиш
Луиш Карлуш Лоренсу да Силва, известный как Лоренсу (род. 5 июня 1983 года в Луанде, Ангола) — португальский футболист, играющий на позиции форварда.

## Клубная карьера
Воспитанник молодёжной команды «Спортинга», Лоренсу дебютировал на профессиональном уровне в Англии, где играл непродолжительное время в аренде сначала в «Бристоль Сити», затем в «Олдем Атлетик» из Первой Футбольной лиги. Кроме того, он регулярно играл и забивал за «Спортинг Б».
Лоренсу сыграл три матча и забил один гол за «Спортинг» в Кубке УЕФА 2003/04. Его дебют в лиге состоялся 16 августа 2003 года в матче на выезде против «Академика Коимбра», он забил гол, внеся вклад в победу над соперником со счётом 2:1, он отмечался голами в трёх первых официальных матчах сезона. Однако он постепенно потерял свою роль в команде и провёл следующие несколько лет, играя на правах аренды в нескольких клубах страны.
Лоренсу был уволен «Спортингом» летом 2006 года и подписал контракт с «Витория Сетубал». В январе в рамках зимнего трансферного окна он уехал из страны, присоединившись к греческой команде «Паниониос», сначала на правах аренды. После того как он подписал контракт на постоянной основе, в течение двух лет он почти не имел игровой практики и был уволен 1 июля 2009 года.
После возвращения в Португалию Лоренсу провёл сезон с «Керкирой» и «Морейренсе», затем снова уехал за границу, подписав в январе 2011 года контракт с «Альсирой» из испанского третьего дивизиона. Он воссоединился в клубе с бывшим товарищем по «Спортингу», Роберту Северу, и оба были уволены в июне после понижения команды в классе, Лоренсу сыграл в общей сложности лишь три матча.

## Карьера в сборной
Лоренсу был вызван в молодёжную сборную Португалии на два чемпионата Европы 2004 и 2006 годов. Кроме того, он представлял страну на летних Олимпийских играх 2004 года. 10 августа 2011 года он дебютировал за сборную своей родины, Анголы, матч завершился безголевой ничьей с Либерией.